# 通格孔格拉克斯米巴扎尔
通格孔格拉克斯米巴扎尔（Thongkhong Laxmi Bazar），是印度曼尼普尔邦西因帕尔县的一个城镇。总人口12779（2001年）。

## 人口
该地2001年总人口12779人，其中男性6366人，女性6413人；0—6岁人口1986人，其中男1000人，女986人；识字率57.61%，其中男性为69.49%，女性为45.81%。